# Kozakiwka
Kozakiwka (ukr. Козаківка), do roku 1946 Brzaza – wieś na Ukrainie, w  obwodzie iwanofrankiwskim, w rejonie dolińskim.  Podporządkowana radzie miasta Bolechów.